# Nexhmije Hoxha
Nexhmije Hoxha (pronunciado [nɛdʒˈmijɛ ˈhɔdʒa]; nacida Xhuglini; Bitola, 8 de febrero de 1921-Tirana, 26 de febrero de 2020) fue una partisana y política comunista albanesa, quien fue una figura clave en el Gobierno de la República Socialista Popular de Albania liderado por su esposo Enver Hoxha, entre 1944 y 1985. Militante antifascista durante la Segunda Guerra Mundial, Nexhmije estuvo entre los máximos dirigentes del Partido Comunista de Albania desde sus primeros años, primero, y del Partido del Trabajo de Albania posteriormente.

## Biografía
Nexhmije Hoxha nació como Nexhmije Xhuglini en Bitola, en el entonces Reino de Yugoslavia (desde 1991, situada en Macedonia del Norte). Más tarde se trasladó junto a sus padres a la capital albanesa, Tirana, donde estudió en el Instituto Pedagógico de la Reina Madre. En noviembre de 1941, mientras se preparaba para ser maestra de escuela, se unió al recientemente fundado Partido Comunista de Albania y un año más tarde fue elegida como miembro del Consejo General del Movimiento de Liberación Nacional albanés.
Durante la Segunda Guerra Mundial luchó contra las fuerzas de la Italia fascista y de la Wehrmacht nazi, como parte de la 1.ª División del Ejército de Liberación Nacional, un grupo de resistencia que estaba dominado por los comunistas y recibía apoyo de la Dirección de Operaciones Especiales británica. En 1943 fue elegida al Secretariado de la Liga de Mujeres Albanesas, y ejerció como su presidenta entre 1946 y 1952, reemplazando a Ollga Plumbi.

### Relación con Enver Hoxha
La entonces Nexhmije Xhuglini conoció a Enver Hoxha en una reunión del Partido del Trabajo de Albania. Hoxha le pidió matrimonio en 1942 en una casa que le había sido alquilada por parte del generoso simpatizante del partido Syrja Selfo, quien sería condenado a muerte y ejecutado en 1946. Durante los siguientes meses, los Hoxha permanecerían intermitentemente en la casa del cuñado de Enver Hoxha, que acabaría frente a un pelotón de fusilamiento en 1945 por haber colaborado con las fuerzas de ocupación nazis. La pareja se casó ese mismo año de 1945. Enver Hoxha ascendió rápidamente a una posición preponderante tras el fin de la guerra y el establecimiento de un gobierno comunista.

## Influencia
En 1966, mientras Albania continuaba profundizando su aislamiento internacional, se convirtió en directora del Instituto de Estudios Marxistas-Leninistas, institución responsable de asegurar la "pureza ideológica" y la difusión de propaganda. Su relación con la Sigurimi, la policía secreta del régimen, es ampliamente discutida. Nexhmije afirmó en sus memorias, publicadas en 1998 y tituladas "Mi vida con Enver", que su marido expresó algunos arrepentimientos acerca del número de ejecuciones que la Sigurimi llevó a cabo.
Tras la muerte de su marido en 1985, Nexhmije fue elegida presidenta del Frente Democrático, una asociación paraguas, y defendió el legado de su marido durante el período de reformas entre 1990 y 1992. Fue obligada a dimitir como presidenta del Frente Democrático en diciembre de 1990, y fue sustituida por el primer ministro Adil Çarçani.

## Vida posterior y muerte
Fue expulsada del Partido del Trabajo de Albania en junio de 1991 y el órgano Zeri i Popullit la criticó por su supuesto "modo de vida pomposo". Fue detenida el 4 de diciembre del mismo año y a finales de enero de 1993 fue condenada a 9 años de cárcel bajo fianza de 750 000 leks. La sentencia fue aumentada a 11 años por el tribunal de apelaciones. Nexhmije Hoxha fue puesta en libertad en enero de 1997.
Nexhmije Hoxha murió el 26 de febrero de 2020 a los 99 años de edad por causas naturales en su casa de Tirana. En el día de su muerte era la persona más anciana que quedaba con vida de entre todos los dirigentes comunistas albaneses.

## Vida personal
Durante muchos años vivió con su marido Enver Hoxha en la zona de Tirana conocida como Bllok, reservada para la élite dirigente del país. Estando en el centro de la élite del Partido, tenían acceso a bienes extranjeros que no estaban disponibles para los albaneses de a pie y se afirma que poseían 25 refrigeradores y televisiones. Sin embargo, Nexhmije afirmaba que ella personalmente no vivió de forma extravagante, enfatizando la naturaleza prosaica de su ceremonia de matrimonio en 1945, que no incluyó vestido, ni recepción, ni luna de miel.